# Toko żółtodzioby
Toko żółtodzioby (Tockus flavirostris) – gatunek średniej wielkości ptaka z rodziny dzioborożców (Bucerotidae). Występuje we wschodniej Afryce. Nie jest zagrożony wyginięciem.

## Systematyka
Dawniej niektórzy autorzy uznawali toko żółtodziobego i czerwonolicego (T. leucomelas) za jeden gatunek. Nie wyróżnia się podgatunków.

## Morfologia
Długość ciała 40 cm; masa ciała samic 170–191 g, samców 225–275 g. Czarno-biały ptak o jaskrawożółtym, pokaźnym dziobie zagiętym ku dołowi.

## Występowanie
Toko żółtodzioby występuje od Erytrei, Etiopii i Somalii po północną Tanzanię.

## Ekologia
Biotop
Krzewy i skraje lasów.
Tryb życia
Żyje w parach lub stadach do 12 osobników. Prowadzi dzienny tryb życia, najaktywniejszy ranem i późnym popołudniem. Bardzo dobrze lata, ale dość słabo porusza się po ziemi.
Pożywienie
Toko żółtodzioby żywi się głównie owadami, ale zjada także owoce, małe gady i ssaki. Ofiarę połykają w całości, niestrawione części wypluwają.
Rozmnażanie
Toko żółtodzioby ma interesujący proces rozmnażania. Gdy samica ma znieść jaja, znajduje sobie dziuplę, wchodzi do niej i zamurowuje wejście mieszaniną błota i odchodów, zostawiając jedynie wąską szczelinę. Następnie znosi 2–3 jaja. Samica podczas wysiadywania jaj jest karmiona przez samca. Po tym okresie samica rozbija osłonę i wyfruwa, po czym zaczyna pomagać samcowi w karmieniu piskląt. Okres inkubacji i pierzenia nieznany.
Toko żółtodzioby i ludzie
Toko żółtodzioby jest ptakiem przyjacielskim, łatwo oswajającym się i chętnym do zabawy. W wielu afrykańskich wioskach jest więc trzymany jako zwierzę domowe. W mitologii afrykańskiej ptaki te są symbolem wierności małżeńskiej.

## Status
IUCN uznaje toko żółtodziobego za gatunek najmniejszej troski (LC – Least Concern) nieprzerwanie od 1988 roku. Liczebność populacji nie została oszacowana, ale ptak ten opisywany jest jako zazwyczaj rzadki. Trend liczebności populacji uznawany jest za spadkowy.